# Змова з метою державного перевороту в Німеччині (2022)
7 грудня 2022 року за звинуваченням у плануванні державного перевороту в Німеччині було заарештовано 25 членів групи «Патріотичний Союз» (нім. Patriotische Union). На чолі групи стояла Рада (нім. Rat). Група є німецьким ультраправим екстремістським угрупованням рейхсбюргерського спрямування. Її мета — відновити в Німеччині монархію в традиціях Німецької імперії. За даними поліції, організація хотіла спровокувати хаос і громадянську війну в країні, щоби прийти до влади.
Серед затриманих були Генріх Ройсс, нащадок колись знатного роду Ройссів, а також Бриґіт Мальзак-Вінкеманн, колишня депутатка Бундестаґу від партії «Альтернатива для Німеччини». До групи також входили представники війська та поліції. Операція із затримання групи є найбільшою в історії Німеччини, у ній брали участь понад 3000 поліціянтів і спецпризначенців у 130 локаціях по всій території країни. Генеральний прокурор Петер Франк визнав групу терористичною організацією.
Серед 25 затриманих одна громадянка Росії, Віталія Б. За даними прокурорів, вона допомагала групі в контактах з російськими посадовцями.

## Учасники
Прокурори повідомили, що понад 50 організаторів були членами рейхсбюргерського руху, який відкидає сучасний ліберально-демократичний порядок у Німеччині. Серед інших змовників — прихильники руху QAnon та ковід-дисиденти. Група була розділена на області відповідальності. Федеральний прокурор заявив про 52 підозрюваних, 25 із яких уже заарештовано.
До групи також входили кілька колишніх членів Сил спеціальних операцій (KSK), зокрема колишній лейтенант-полковник повітрянодесантного батальйону Бундесверу Рюдіґер фон Пескаторе. Він повинен був відповідати за військові питання групи. Федеральний прокурор називає фон Пескаторе одним із ватажків на рівні з Ройссом. Фон Пескаторе начебто намагався вербувати офіцерів поліції та солдатів. Серед інших учасників: колишній оберст Максиміліан Едер, колишній кримінальний поліціянт Міхаель Фрітіш з Ганновера, колишній оберст Петер Вернер із Байройта, який розпочав бізнес із навчання виживанню, адвокат Тім Пауль Ґорґас із Ганновера і хірургиня Мелані Ріттер з Нижньої Саксонії.
Мальзак-Вінкеманн, адвокатка і суддя в федеральній землі Берлін, начебто мала стати міністром юстиції. Вона була депутаткою Бундестаґу з 2017 по 2021 від партії «Альтернатива для Німеччини» (AfD). Крім того, до групи входив щонайменше ще один член AfD Крістіан Вендлер, колишній депутат міської ради з Ольбернгау в Саксонії.
За даними Der Spiegel, «Патріотичний Союз» мав «незвично велику кількість грошей», на яку вони купили зброю та мобільні телефони.